# Michal I. (Valašsko)
Michal I.  (rum. Mihail I. ; † 1420) byl kníže Valašského knížectví, který se na jeho trůn dostal po smrti svého otce. Jeho vláda byla sice krátká, ale velmi pohnutá. Během ní navazoval kontakty s Uherskem a moldavským knížectvím, čímž si však znepřátelil Osmanskou říši, která v roce 1419 na Valašsko zaútočila. Nájezdy Osmanů však panovník s pomocí Uherska úspěšně odrážel. O rok později (1420) Osmanská říše opět podnikla nájezd na Valašsko, Sedmihradsko, Banát a moldavské knížectví. Tento nájezd už nedokázal odvrátit a v boji padl. Na trůnu ho vystřídal syn Dana I. – Dan II., který však o moc soupeřil s Radem II., který se vrátil z Osmanské říše, kde byl vazalem.[zdroj⁠?!]
Michal I. byl posledním valašským knížetem, který spravoval region Banátu a Dobrudže.